# ديتر هيرتسوغ
ديتر هيرتسوغ (بالألمانية: Dieter Herzog)‏ (مواليد 15 يوليو 1946) هو لاعب كرة قدم. يلعب مع منتخب ألمانيا الغربية لكرة القدم. سبق له أن لعب في كأس العالم لكرة القدم مع منتخب بلاده.

## مسيرته الكروية
لعب ديتر هيرتسوغ خلال مسيرته الاحترافية مع ناديين في اثنا عشر موسمًا وسجل خلالها 57 هدفًا ضمن 360 مباراة. ولم يفز بأي موسم بالكأس أو بالدوري.
خاض ديتر هيرتسوغ مسيرته مع نادي فورتونا دوسلدورف في موسم 1971–72 ليلعب معه خمسة مواسم، مشاركًا في 167 مباراة سجل خلالها 40 هدف. ثم انتقل إلى نادي باير 04 ليفركوزن في موسم 1976–77 ليلعب معه سبعة مواسم، حيث شارك في 193 مباراة سجل خلالها 17 هدفًا.

## روابط خارجية
- ديتر هيرتسوغ على موقع الاتحاد الدولي (مؤرشف)  (الإنجليزية)
- ديتر هيرتسوغ على موقع قاعدة بيانات كرة القدم.إي يو (الإنجليزية)
- ديتر هيرتسوغ على موقع بيانات كرة القدم. دي إي (الألمانية)
- ديتر هيرتسوغ على موقع ناشيونال فوتبول تيمز (الإنجليزية)
- ديتر هيرتسوغ على موقع عالم كرة القدم.نت (الإنجليزية)